# Chiesa di San Pietro (Nuxis)
La chiesa di San Pietro è un edificio religioso situato a Nuxis, centro abitato della Sardegna sud-occidentale. Consacrata al culto cattolico è sede dell'omonima parrocchia e fa parte della diocesi di Iglesias.
La chiesa risale al 1853 e nel 1875 viene riconosciuta parrocchia.  Edificata con materiali ricavati da un edificio religioso demolito poco prima, presenta una navata unica rettangolare coperta con volta a botte.
La facciata, scandita da tre lesene e terminante con campanile a vela, è arricchita da un portone in bronzo, realizzato nel 1983 dallo scultore Gianni Argiolas, raffigurante scene della vita del santo.